# 尼斯2號模型
尼斯2號模型是太陽系早期演化的模型。尼斯2號模型類似於原始尼斯模型，因為外太陽系的後期不穩定導致行星之間的引力相遇，外星子盤的破裂，以及外行星遷移到新的軌道。然而，尼斯2號模型在其初始條件和觸發後期不穩定性的機制方面有所不同。這些變化反映了對氣體盤階段外太陽系軌道演化的分析，以及將外盤中星子之間的引力相互作用納入模型。

## 描述
尼斯2號模型從外行星穩定的四重共振開始，每顆行星都與其最近的鄰居共振。幾個潜在的穩定四重共振構型中的一個例子是木星和土星處於3:2共振，土星和天王星處於3:2共振，天王星和海王星處於4:3共振。與被冥王星大小的物體引力攪動的外星盤的相互作用導致行星向內遷移，同時保持共振。在這次遷移過程中，內部冰巨行星的離心率增加，導致長期共振交叉。幾億年後，在其中一個長期共振交叉過程中，共振配置不穩定。這兩顆行星之間的引力相遇與最初尼斯模型中的行星相似，在此之後不久就開始了。

## 發展
尼斯2號模型解决了原始尼斯模型的一些弱點。第一個弱點是人為選擇外行星的初始軌道，以產生與後期重轟炸期時間相匹配的不穩定性。第二個弱點是不穩定性的時間對星子盤內緣位置的敏感性。尼斯2號模型使用了特定的初始條件，這些條件來源於對巨行星在氣盤中軌道運行的軌道演化的檢查，這可以在適當的情况下發生。 不穩定的時間和星子盤內緣的位置之間沒有明顯相關性的不穩定觸發，是將星子之間的相互作用納入尼斯2號模型的結果。

## 初始條件
尼斯2號模型中巨行星的初始軌道對應於氣體盤階段結束時外太陽系的預測軌道結構。在氣體盤中運行的巨行星模型預測，它們將以取決於行星質量和氣體盤特徵的速度向中心恆星遷移。在一個有多顆行星的系統中，這種遷移會導致行星軌道的會聚，並將其捕獲為平均運動共振。對木星和土星的研究表明，根據原行星盤的特性，它們可以在3:2或2:1的共振中被捕獲。在捕獲到共振後，木星和土星在星盤密度分佈中形成的間隙可能重疊，它們的向內遷移可能會停止或逆轉。當天王星和海王星依次被添加到模型中時，它們被捕獲，與外部冰巨行星的捕獲產生進一步的共振，導致內部冰巨行星的離心率高於其它行星。其結果是一個四重共振的系統。已經確定了許多穩定的構型，具體的最終構型取決於行星的起始位置。

## 不穩定觸發
外盤中星子之間的引力相互作用揭示了觸發外行星後期不穩定性的另一種機制。在包括星子之間引力相互作用在內的數值模擬中，觀察到了星盤和行星之間的能量傳遞。這種能量轉移導致了行星向太陽的遷移，甚至在星子和行星之間沒有相遇的時候也會發生。隨著遷移的進行，內部冰巨行星的離心率增加了。在一些模擬中，四重共振最終不穩定，導致行星之間的引力相遇。在25%的模擬中觀察到了不穩定性，時間在3億到10億年之間變化。星盤內緣的位置與不穩定性的發生或時間之間沒有明顯的相關性。
使用一個更簡單的模型對一顆行星和一個星子盤進行更深入的研究表明，能量傳遞是由於外盤中星子的離心率和行星的半長軸之間的耦合。由於這種耦合，冥王星大小的物體通過引力攪拌驅動的星子帶的平均離心率增加，導致行星的半長軸减少。研究發現，這種耦合與行星的離心率成正比，在多行星系統中，對偏心最大的行星影響最大。
內部冰巨行星離心率的增加被發現是由於星盤和行星之間耦合强度的變化。內部冰巨行星由於其對外部冰巨行星的共振捕獲而具有更高的離心率，通常會以比其他行星更快的速度遷移。然而，由於共振構型要求遷移同步，內部冰巨行星必須拖著其它行星前進。內部冰巨行星離心率的增加就是這個過程的結果。
對行星軌道演化的研究表明，它們軌道的不穩定是由於長期的共振交叉。內部的冰巨行星在遷移過程中離心率的增加導致行星進動頻率的緩慢變化。當這些頻率變得相似時，就會發生長期共振。內部冰巨行星的離心率在這些長期共振穿越過程中波動，有時下降到足以導致四重共振的破裂。四重共振是否破裂取決於長期共振的强度和在長期共振中花費的時間。
自然的不穩定機制是星子帶內側邊緣的距離與不穩定的時間之間缺乏相關性的原因。如果星盤的內緣很近，行星的遷移速度就會更快。會發生更多的長期共振交叉，但由於在每個交叉上花費的時間較少，只有最强的才能打破四重共振。對於更遠的星子帶，情况正好相反。由於這些因素之間的衝突，不穩定性的發生和時間，與到星子帶內邊緣的距離相當無關。

## 潜在問題和替代方案
一項包括所有物體之間引力相互作用的數值模擬研究表明，在不到7,000萬年的時間裏發生了動力學不穩定性。星子之間的相互作用動態加熱了圓盤，並導致了星子和巨行星之間的早期相互作用。由於計算限制，這項研究使用了有限數量的星子，因此尚不清楚這一結果是否適用於更完整的圓盤。
五行星共振鏈的後期不穩定和海王星的長時間遷移相結合的可能性不大。要再現古柏帶天體的軌道分佈，需要海王星經歷幾個天文單位的遷移，並在行星之間的相遇開始之前達到28天文單位之處。如果星子盤在海王星初始軌道的2天文單位內開始，海王星的這種遷移是可能的。然而，共振鏈的晚期不穩定需要一個更遠的圓盤，至少比海王星軌道遠過4天文單位。
共振鏈的早期斷裂，然後是緩慢的塵埃驅動遷移，可能會彌合這一差距。塵埃驅動是星子之間碰撞的結果，產生的碎片在碰撞級聯中被磨成塵埃。然後，由於坡印廷-羅伯遜阻力，塵埃向行星的軌道螺旋上升。與這些塵埃的相互作用破壞了共振鏈，並在數億年的時間裡推動它們向星子盤遷移。如果星子之間碰撞產生的塵埃過早破壞了共振鏈，那麼尼斯2號模型的不穩定機制就變得無關緊要了。